# 池坊専正
池坊 専正 （いけのぼう せんしょう、1840年2月17日〈天保11年1月15日〉 - 1908年〈明治41年〉4月23日）は、華道池坊第42世家元。六角堂頂法寺 住職。名は正麿、号は長春館柳外。京都生まれ。

## 経歴
明治維新と東京奠都は、京都に本拠を置き、朝廷や武家と深い関係を築いてきた池坊に大きな変革を迫ることになる。京都では、奠都による衰退を防ぐために1872年（明治5年）から京都博覧会が開催されるようになり、門弟を引き連れて出瓶した。1877年（明治10年）には、内国勧業博覧会に立花・生花を出品した。
明治政府の学校令により、1879年（明治12年）から京都府女学校の華道教授に就任、女性に対するいけばな教育に力を注いだ。
1903年（明治36年）、京都で開催された古美術展覧会に三瓶一対の立花を出瓶した。
この時期には池坊の門弟たちによって各地に現在の支部組織の前身となる結社が数多く設立され、1889年（明治22年）には東京に池坊の出張所が開設された。習いやすく教えやすい花形として「正風体」（しょうふうたい）を定め、1904年（明治37年）には教科書として『花の志雄理』を刊行し、これは『華かがみ』と呼ばれる教科書シリーズに収録され、版を重ねる。自撰による生花作品集『専正生花集』で描かれる生花正風体（しょうかしょうふうたい）は、現在にいたるまで規範とされている。
また、いけばな界だけでなく、和歌を拝郷蓮茵に師事したり、富岡鉄斎などの文化人とジャンルを超えて交流を重ねた。